# Ordre de la Réunion
Pour les articles homonymes, voir Ordre et Réunion.
L’ordre de la Réunion, officiellement ordre impérial de la Réunion, est une distinction civile et militaire créée par l'empereur des Français Napoléon Ier en 1811, année où l'Empire atteint sa plus grande étendue, avec 130 départements.
L'ordre de la Réunion est au départ une extension de l'ordre de l'Union créé par Louis Bonaparte, roi de Hollande jusqu'en 1810, année de l'annexion du royaume de Hollande à l'Empire. Il intègre ensuite les ordres créés avant leur annexion dans différents États satellites de l'Empire français.

## Contexte: l'empire des 130 départements
Il s'étend de Rome (département de Rome) et Tarragone (Bouches-de-l'Èbre) au sud jusqu'à Hambourg (Bouches-de-l'Elbe) au nord. 
Cette situation résulte des campagnes victorieuses menées depuis 1805 par Napoléon (guerres des troisième, quatrième et cinquième coalitions), marquées respectivement par les victoires d'Austerlitz, d'Iéna, Eylau et de Wagram, qui ont permis de neutraliser l'Autriche, la Prusse et la Russie.

## Historique
C'est très précisément le 18 octobre 1811 que cet ordre est créé. 

### L'ordre de l'Union
Selon Napoléon, son frère Louis a fait preuve de trop de générosité dans ses distributions de médailles.
Charles-François Lebrun, duc de Plaisance, qui représente l'empereur à Amsterdam avant l'annexion (en fait, il est venu à Amsterdam pour préparer l'annexion) a tenu le compte des nominations dans l'ancien ordre de l'Union. On trouve :
- 64 grands-croix dont 29 à l'extérieur de la Hollande,
- 90 commandeurs dont 21 à l'extérieur de la Hollande,
- 527 chevaliers dont 59 à l'extérieur de la Hollande.

Le 1er juillet 1810 a lieu l'annexion du royaume de Hollande. 

### Création de l'ordre de la Réunion
Au cours de sa visite au palais royal d'Amsterdam (Paleis op de Dam) le 18 octobre 1811, Napoléon décide la création d'un nouvel ordre appelé à remplacer l'ordre de l'Union. 
Cet ordre doit trois grades et l'empereur en est le grand maître.

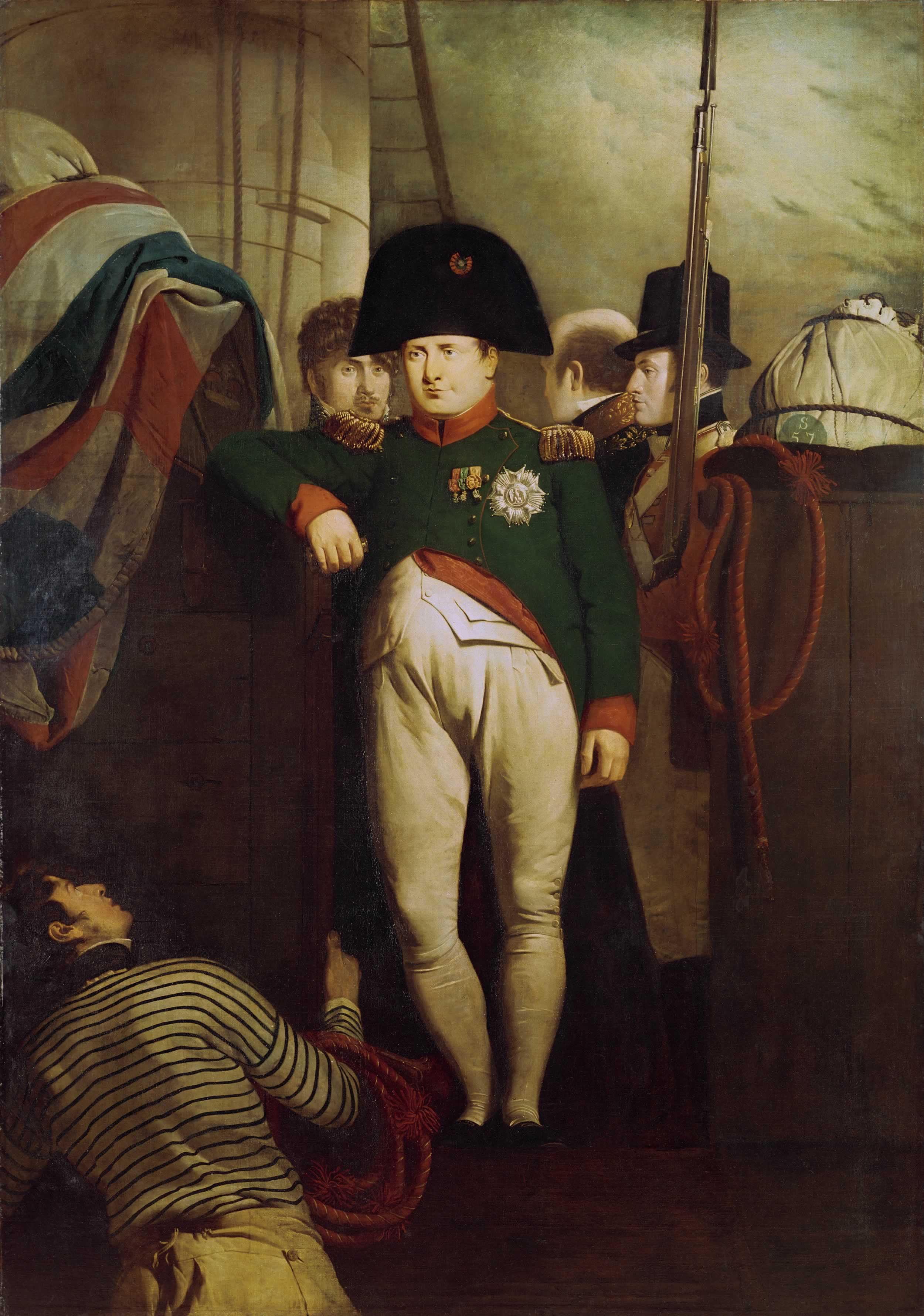
Charles Lock Eastlake, Napoleon on the, 1816.
Il s'agit d'une des rares représentations de l'Empereur où celui-ci porte les décorations des trois ordres dont il est le grand maître : Légion d'honneur, ordre de la Réunion et ordre de la Couronne de fer.

Il ne doit pas compter moins de 10 000 chevaliers, 2 000 commandeurs et 500 grands-croix et il était le deuxième ordre de l'empire, après la Légion d'honneur et avant l'ordre de la Couronne de fer. Pour assurer une pension à ses membres, une somme de 500 000 francs par an est prévue. 
Dans une lettre à Cambacérès l'empereur écrit qu'un ordre avec la devise « Bien faire et laisser dire » (doe wel en zie niet om), la devise de l'ordre de l'Union, ne convenait guère à un grand empire : « Il faudrait chercher une devise qui fit sentir les avantages de l'union de la Baltique, de la Méditerranée, de l'Adriatique et de l'Océan. Ce grand événement qui caractérise vraiment l'Empire, pourrait s'appeler l'ordre de l'Union ».
L'ordre est accordé pour récompenser des mérites dans la fonction publique, dans la magistrature et dans l'armée. Il doit être décerné aux habitants des départements nouvellement réunis à la France.

### Mise en place du nouvel ordre
Les chevaliers de l'ordre de l'Union ont l'autorisation jusqu'au 1er avril de porter leurs anciennes décorations ou de les échanger contre d'autres du nouvel ordre. L'empereur se réserve le droit d'exclure tel ou tel de cette nomination. 
Deux hommes, un Français, Jean-Baptiste Nompère de Champagny, duc de Cadore, et un Néerlandais, le baron Maarten van der Goes van Dirxland, sont placés à la tête de l'ordre en tant que (respectivement) grand chancelier et grand trésorier. Ils sont dotés d'une résidence officielle à Paris, l'hôtel du Châtelet.

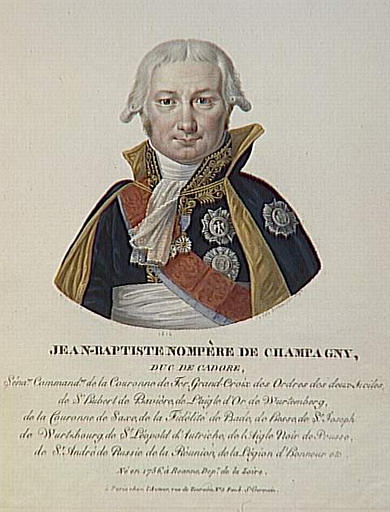
Jean-Baptiste Nompère de Champagny, duc de Cadore, grand chancelier de l'ordre. Son écharpe de l'Ordre de la Réunion est ici cachée par celle de la Légion d'honneur
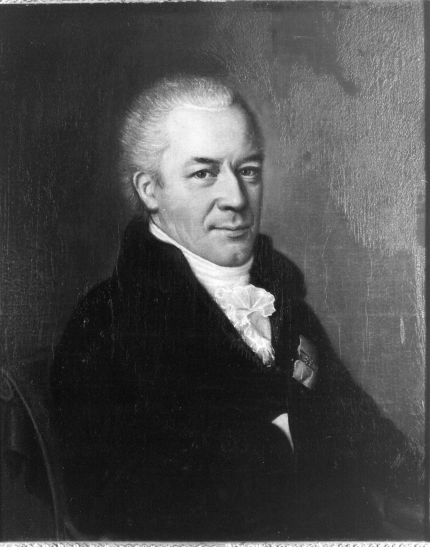
Maarten van der Goes van Dirxland

Les chevaliers de l'ordre ont le droit de porter le titre de « chevalier ». S'ils jouissent d'un revenu de 3 000 francs par an (ou plus), ils peuvent recevoir des lettres de noblesse faisant d'eux et de leurs descendants des chevaliers de l'Empire. 

### Intégration des ordres d'autres pays annexés
Dans d'autres États annexés par la France comme le Palatinat, les États pontificaux, la Toscane et le Piémont, il existe des distinctions comme 
- l'ordre du Lion du Palatinat,
- l'ordre de l'Éperon d'or,
- la croix de Saint-Jean-de-Latran,
- la croix de Saint-Étienne,
- l'ordre suprême de la Très Sainte Annonciade
- l'ordre des Saints-Maurice-et-Lazare.

Ils sont remplacés durant le reste du règne de Napoléon par l'ordre de la Réunion.

### Fin de l'ordre
L'ordre de la Réunion est aboli en 1815 par le régime de la Restauration, n'ayant plus d'objet, puisque la France retrouve ses frontières de 1789 (plus le Comtat Venaissin et la principauté de Montbéliard). Elle est réduite à 86 départements en conséquences des défaites subies par Napoléon en 1812 (Russie), en 1813 (Allemagne) et 1814 (France), tandis que l'ordre de la Légion d'honneur est maintenu par le roi Louis XVIII.

## Description

### La croix

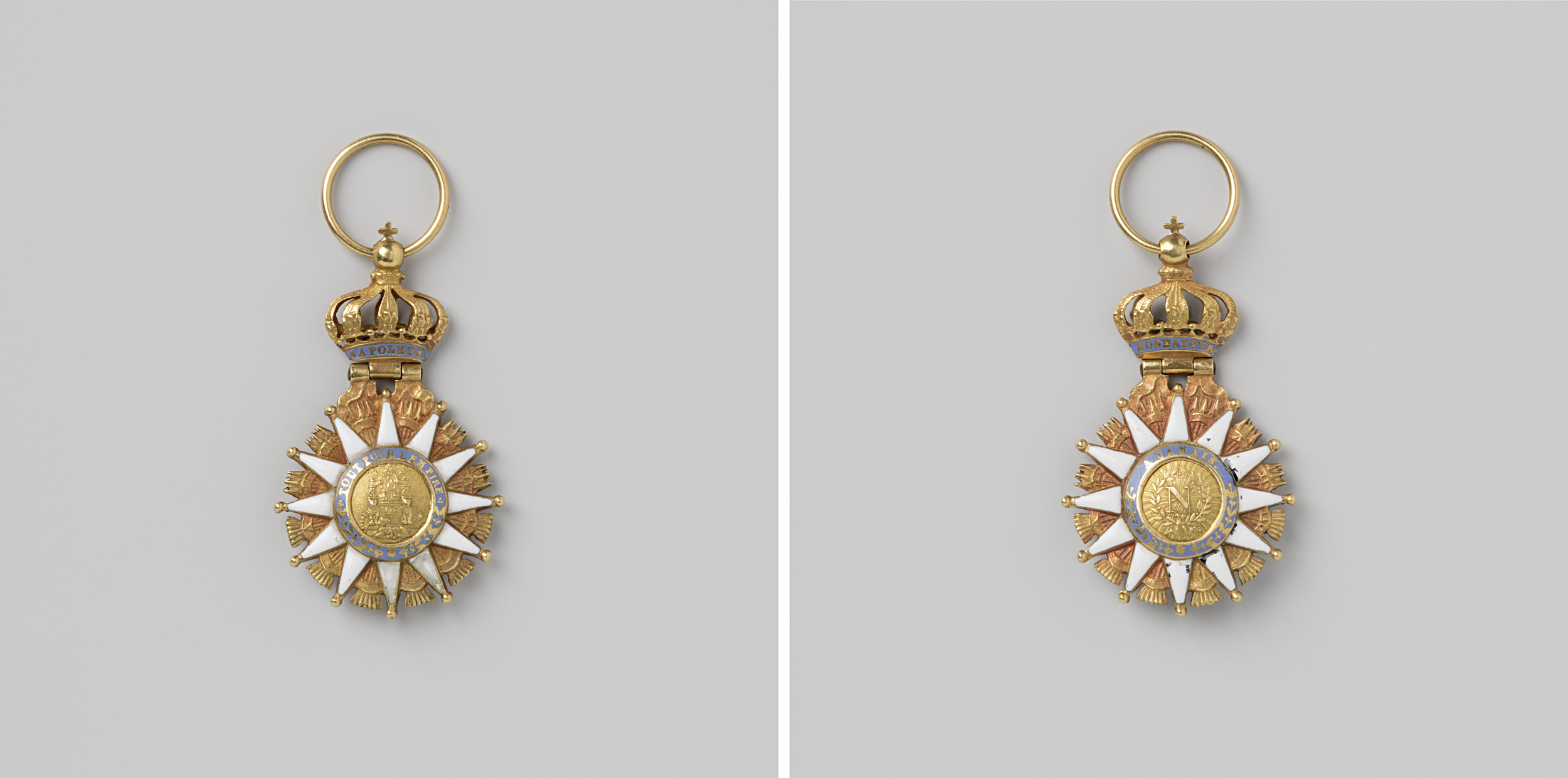
L'avers et le revers.

L'insigne était une étoile à double face en or, à douze branches émaillées de blanc et pommetées. Les intervalles entre branches étaient garnis par trente flèches d’or, réunies par groupe de cinq, dont les pointes dépassaient entre les six intervalles supérieurs et les extrémités entre les six intervalles inférieurs. Un ruban d’or passait sur ces flèches et portait sur sa partie supérieure, deux fois la devise : « A JAMAIS »
Sur l’avers
- le médaillon central en or représentait le trône impérial surmonté de l’aigle entouré des symboles de différents états annexés par l’Empire :
  - Le dossier du trône, aux armes du Piémont, était parsemé d’abeilles,
  - ses bras soutenus par le lion de Florence tenant la fleur étrurienne de Toscane,
  - et par le « lion hollandais » s’appuyant sur un faisceau de neuf flèches représentant les provinces néerlandaises (Provinces-unies), deux tridents symbolisaient les villes de Hambourg (ancienne ville hanséatique) et de Gênes (ancienne république maritime).
  - La « Louve romaine » (Louve capitoline), couchée au pied du trône, était représentée allaitant Rémus et Romulus.

Cet ensemble était entouré par l’inscription en lettres d’or sur fond d’émail bleu ciel « TOUT POUR L’EMPIRE ».

Armes du Piémont
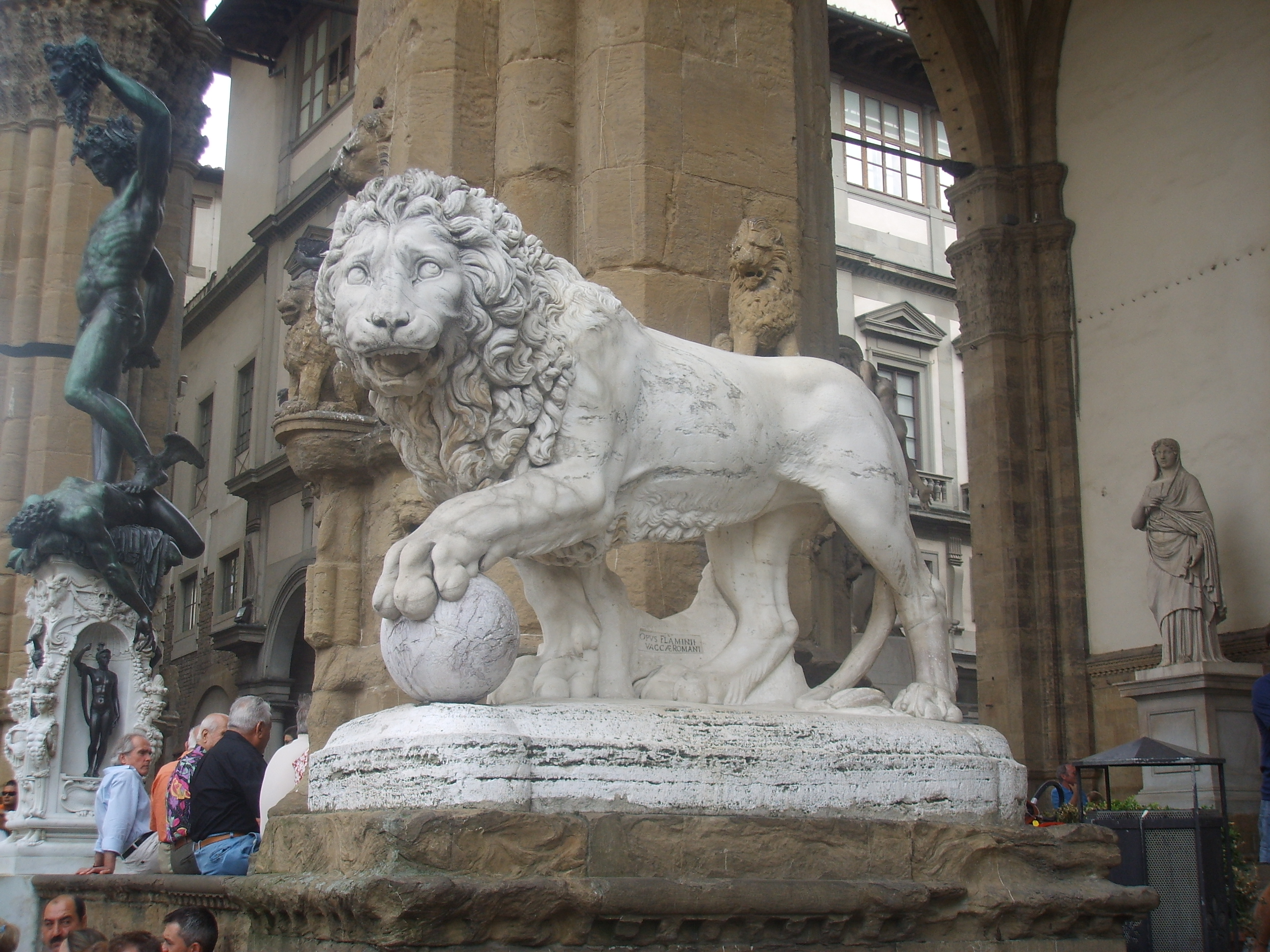
Lion, emblème de la ville de Florence, par Flaminio Vacca, Loggia dei Lanzi
Armes de la République florentine
Armes de Florence sous l'Empire
Armes des Provinces-unies
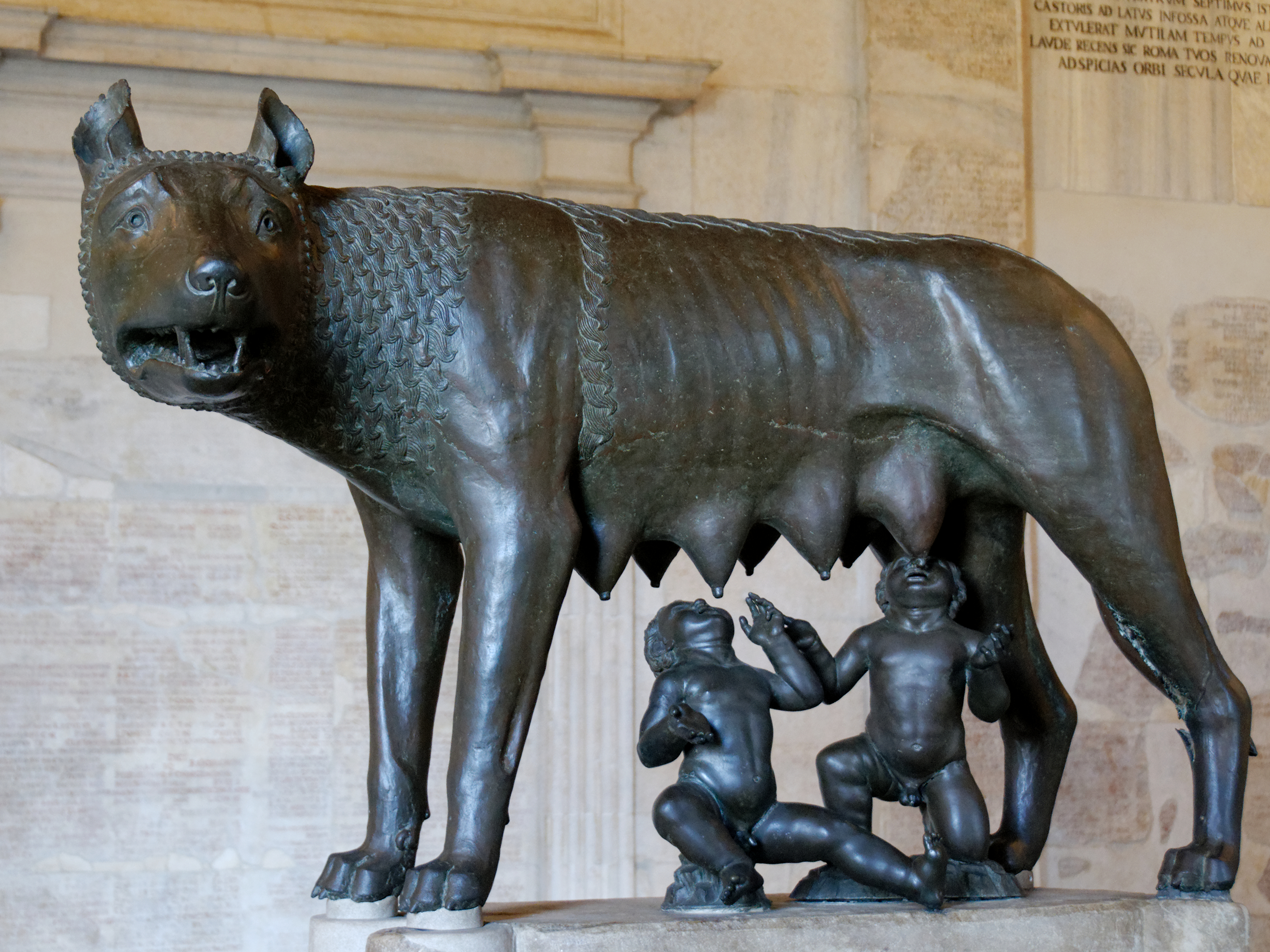
Louve capitoline, musée du Capitole

Sur le revers
- Le médaillon central en or représentait le « N » de Napoléon encadré par une couronne de laurier.
- Il était entouré par la devise en lettres d’or sur fond d’émail bleu ciel :

« A JAMAIS »
L’étoile était surmontée par une couronne impériale en or, portant un bandeau émaillé de bleu ciel, sur lequel était inscrit sur l’avers « NAPOLEON » et sur le revers « FONDATEUR ».
Les insignes avaient officiellement les dimensions suivantes :
- 35 mm pour l’insigne de chevalier ;
- 52 mm pour l’insigne de commandeur ;
- 65 mm pour l’insigne de grand-croix.

### Le ruban
Le ruban était moiré Bleu ciel. En cravate, il permettait le « port en sautoir » pour le grade de commandeur. Le « Grand cordon », constitué par un large ruban permettant le « port en écharpe », pour la dignité de grand-croix.
| Chevalier |

### Les plaques
Les grand-croix portaient sur l’habit une plaque brodée en argent, dont deux modèles existèrent :
- le premier était de forme légèrement ovale ;
- le second était rond et rappelait l’insigne.

On réalisa ensuite une plaque portative (portative car non brodée, mais en métal et attachée à un ruban ou à une chaîne en argent), représentant l’avers de l’insigne, dont les branches étaient en écailles d’argent et la couronne impériale posée sur la branche supérieure de l’étoile.

## Port de l'ordre
Comme il l'est prévu par le décret impérial portant création de l'Ordre :
- « Les grands-croix porteront la croix suspendue à un large ruban bleu-de-ciel, attaché en baudrier de droite à gauche ; ils auront aussi, sur la côté gauche de leur habit et manteau, le plaque en broderie d’argent. »

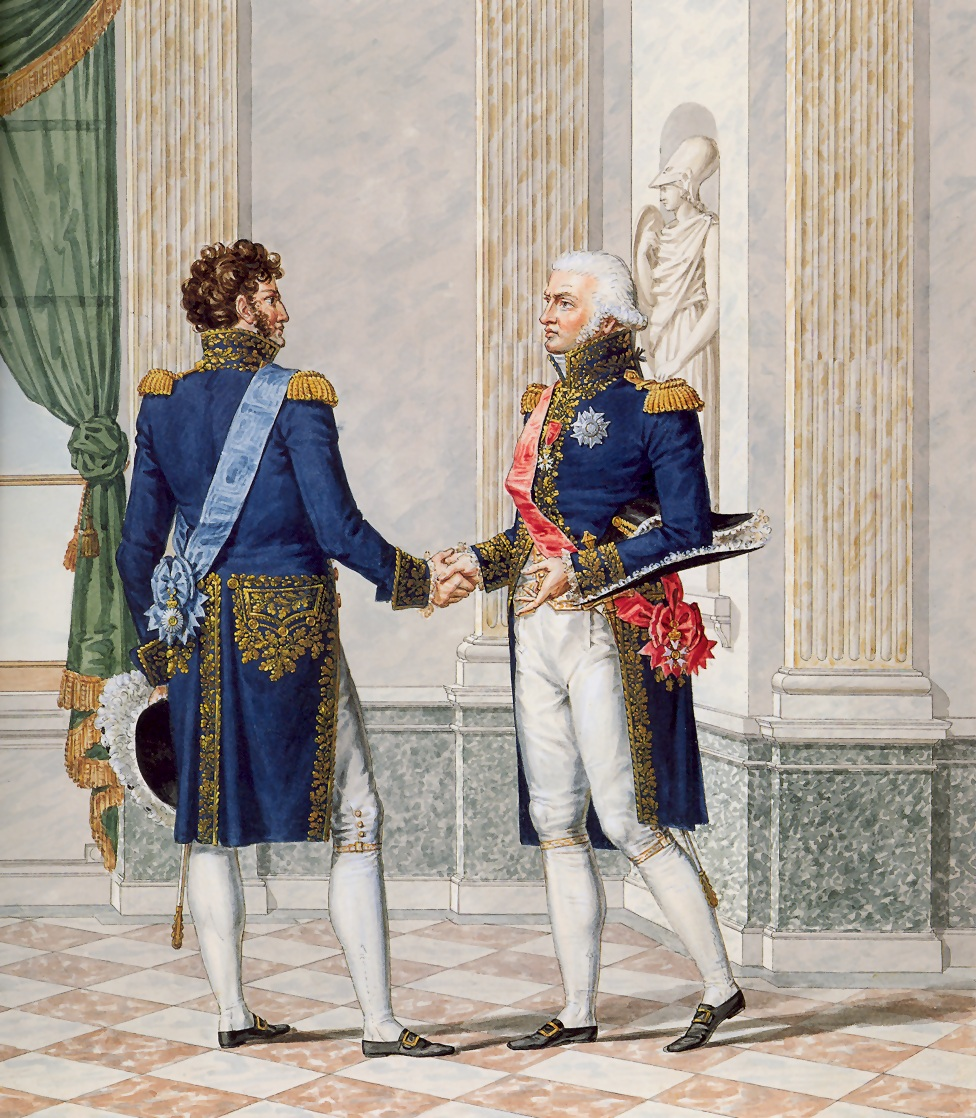
Maréchaux d'Empire, Carle Vernet, La Grande Armée de 1812
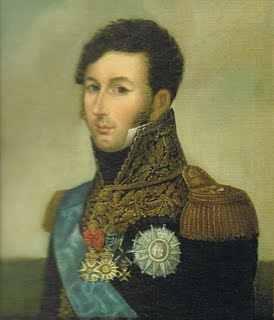
Jean-Thomas Arrighi de Casanova (1778-1853), duc de Padoue
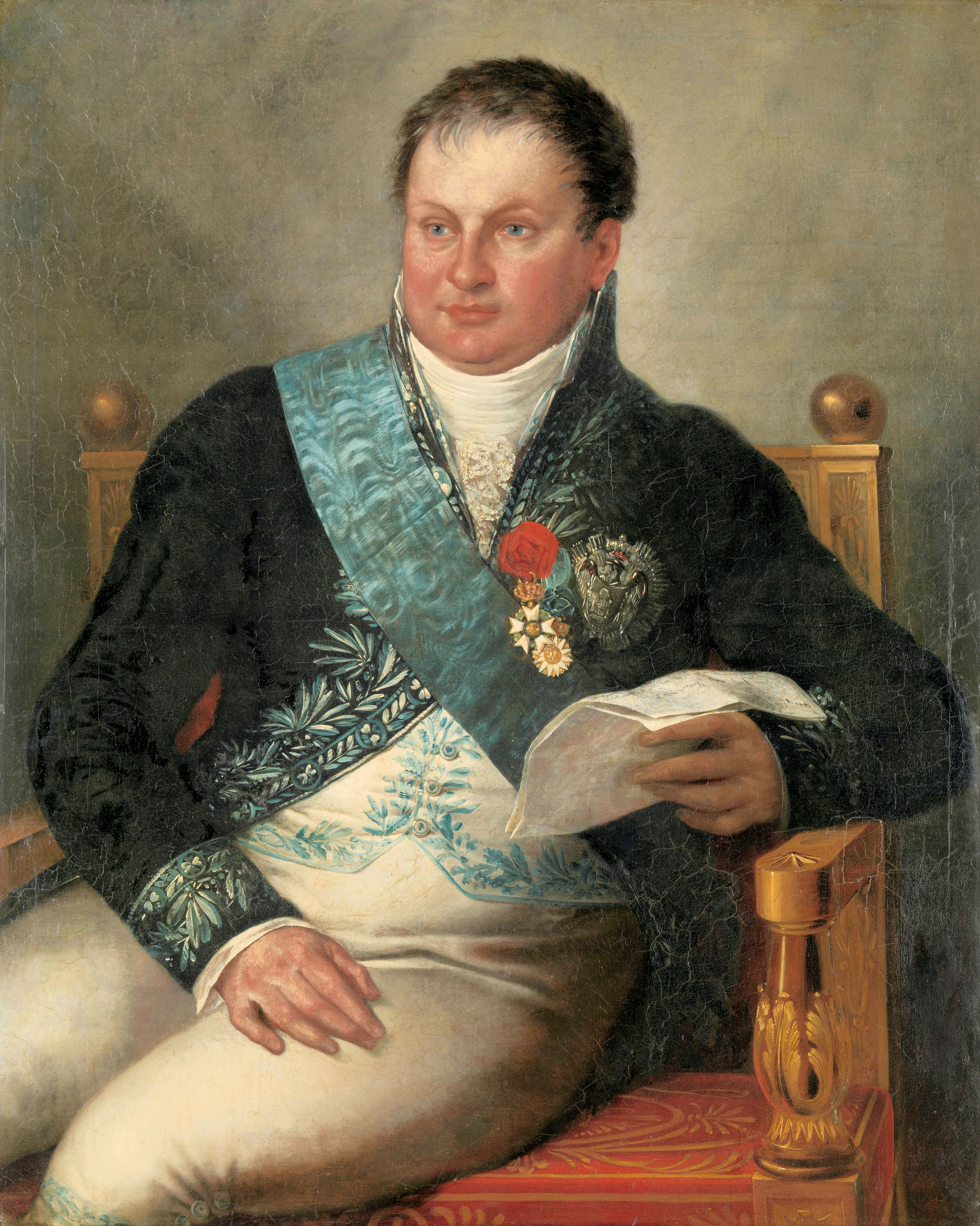
Alexander Gogel (1765-1821), intendant des Finances et du Trésor Public (administration des Finances des départements des Pays-Bas)
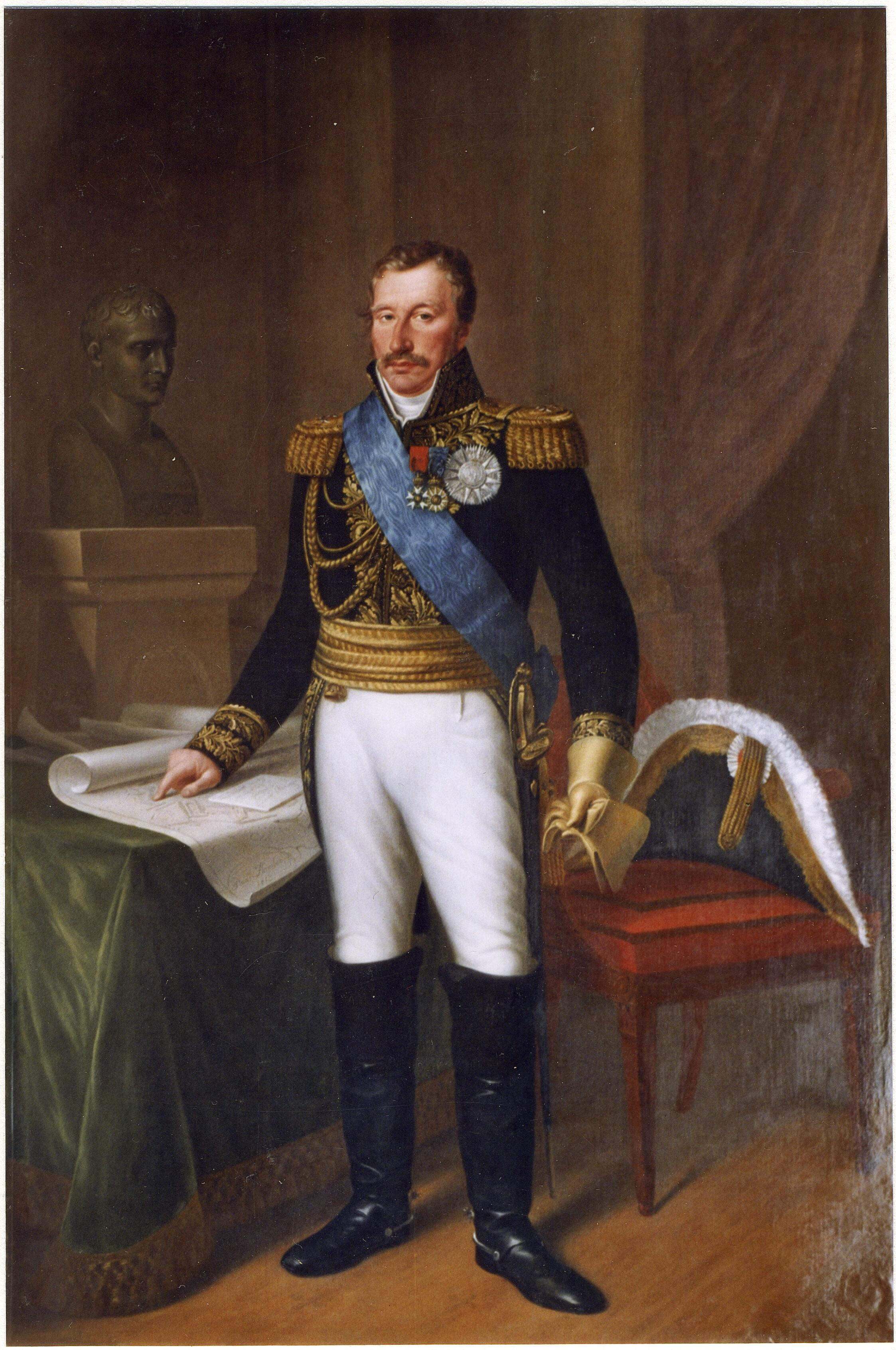
Dirk van Hogendorp (1761-1822), gouverneur de Hambourg
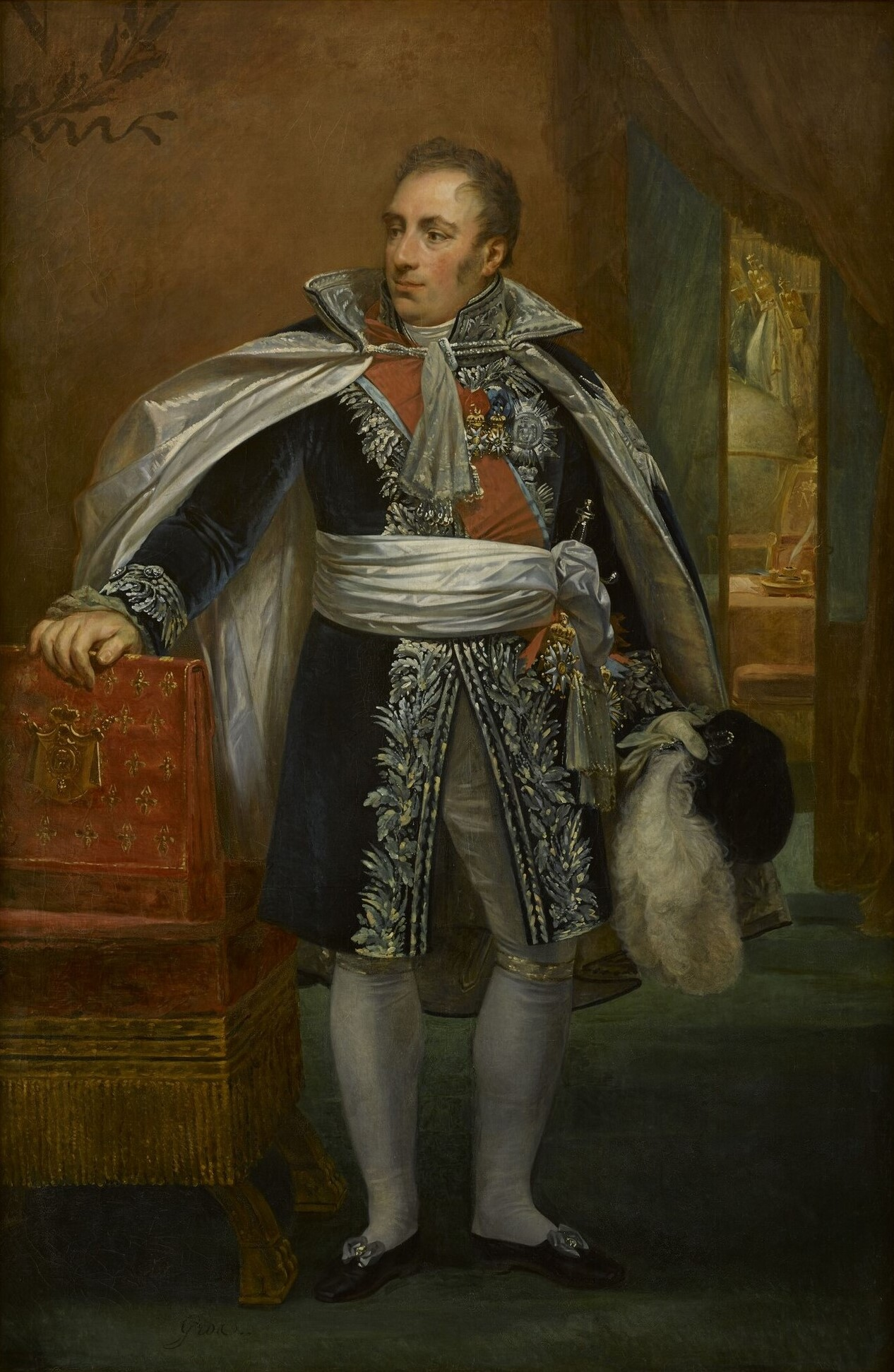
Comte Pierre Daru (1767-1829)
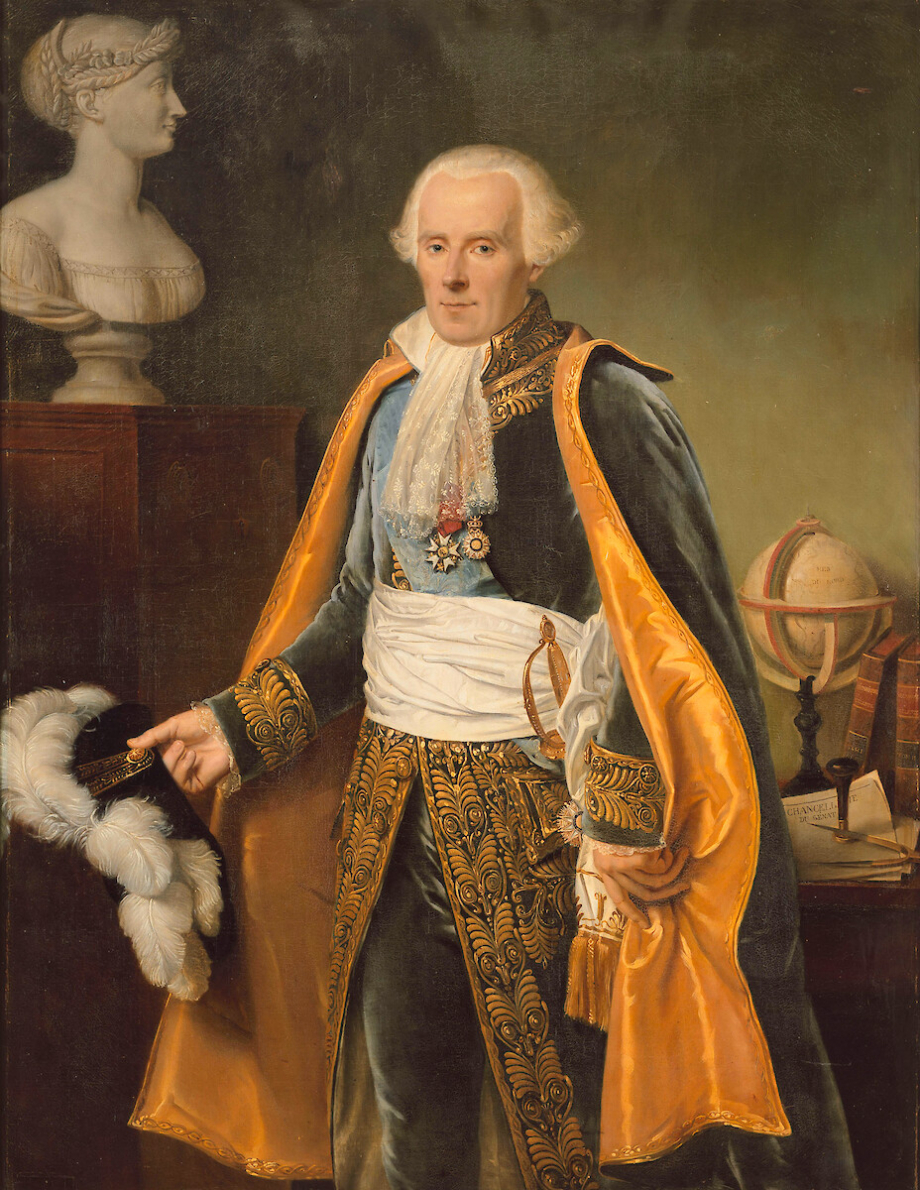
Pierre-Simon de Laplace (1745-1827), en habit de chancelier du Sénat conservateur
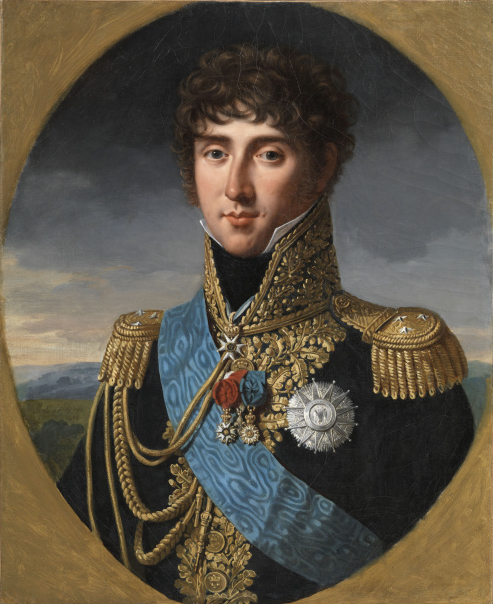
Philippe Antoine d'Ornano (1784-18623), commandant de la cavalerie de la Vieille Garde (1813)
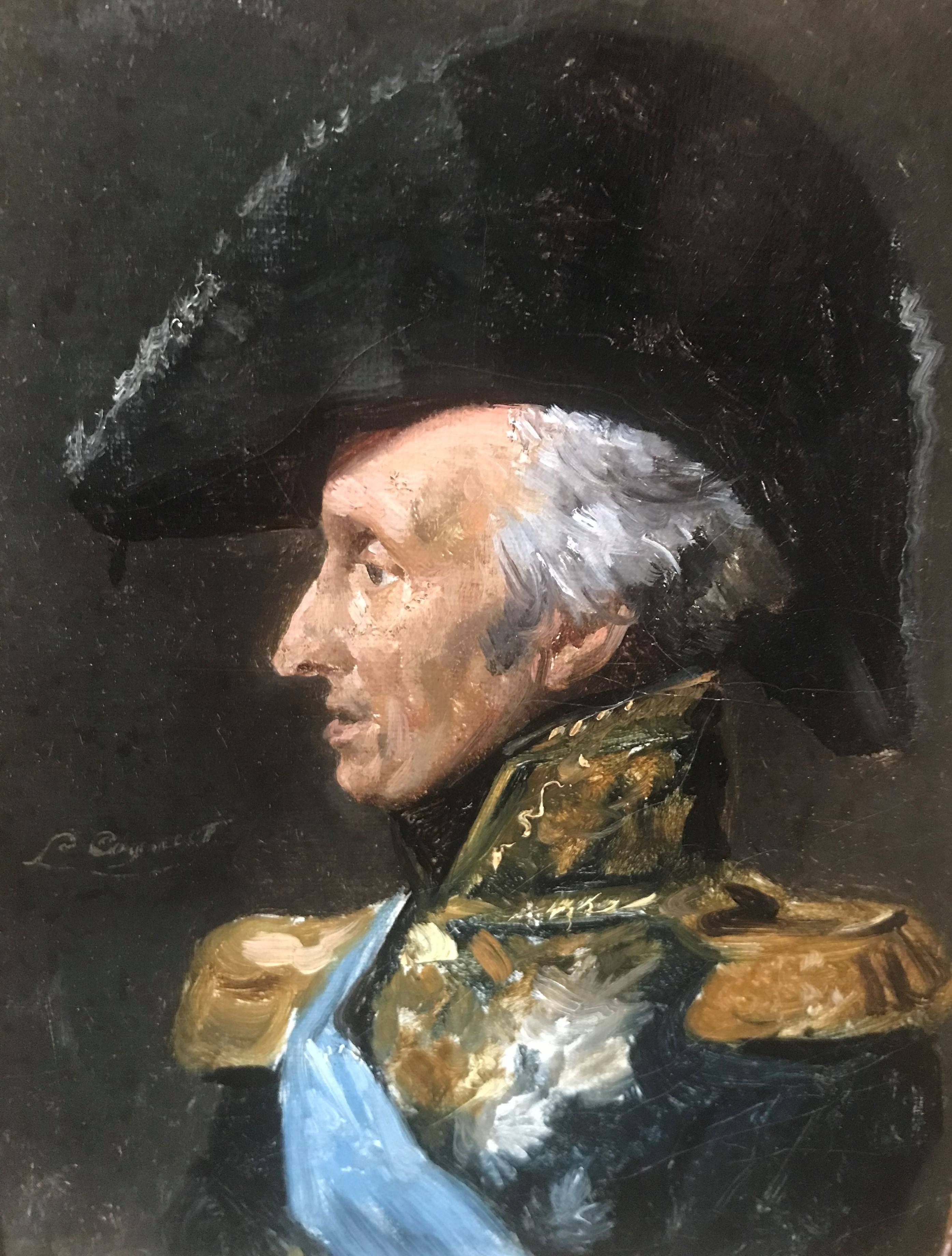
Philippe Antoine d'Ornano Maréchal de France (1784-1863) par Léon Cogniet
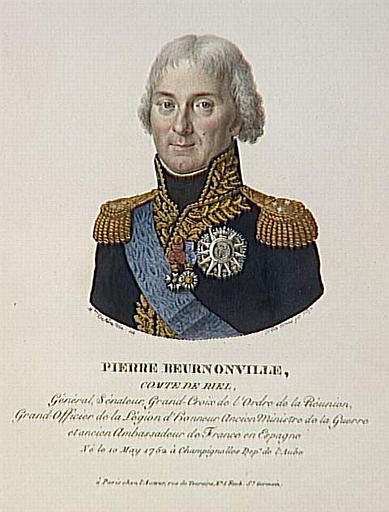
Pierre Riel de Beurnonville (1752-1821), sénateur
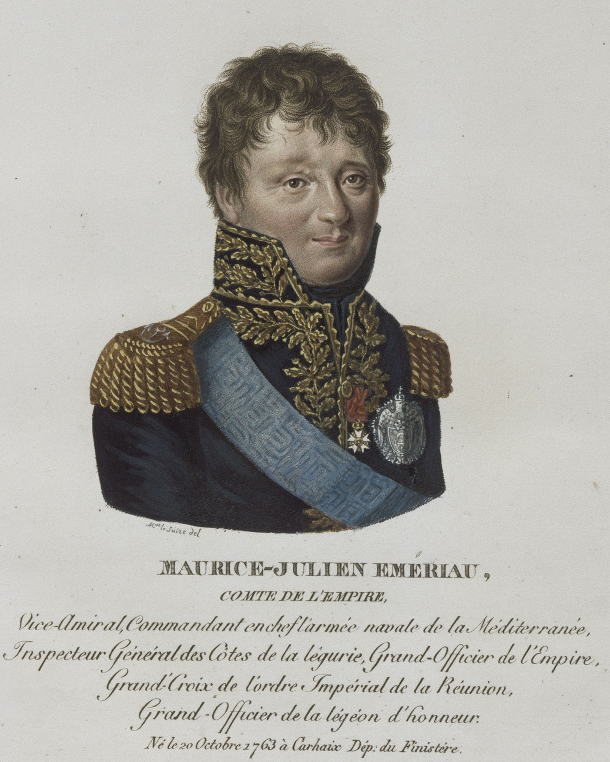
Maxime Julien Émeriau de Beauverger (1762-1845), vice-amiral commandement en chef de l'escadre de la Méditerranée

- « Les commandeurs porteront au cou une croix pareille, mais de moindre grandeur, suspendue à un ruban bleu-de-ciel. »

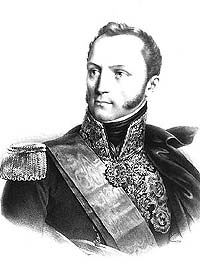
Auguste Jean-Gabriel de Caulaincourt (1777-1812), général de division, depuis grand-croix
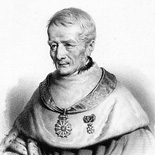
Philippe-Antoine Merlin de Douai (1754-1838), commandeur (1813)
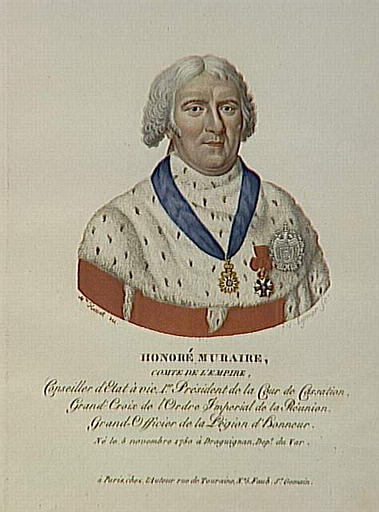
Honoré Muraire (1750-1837), président de la cour de cassation, depuis grand-croix

- « Les chevaliers porteront la croix attachée à un ruban bleu-de-ciel, au côté gauche de la poitrine. »

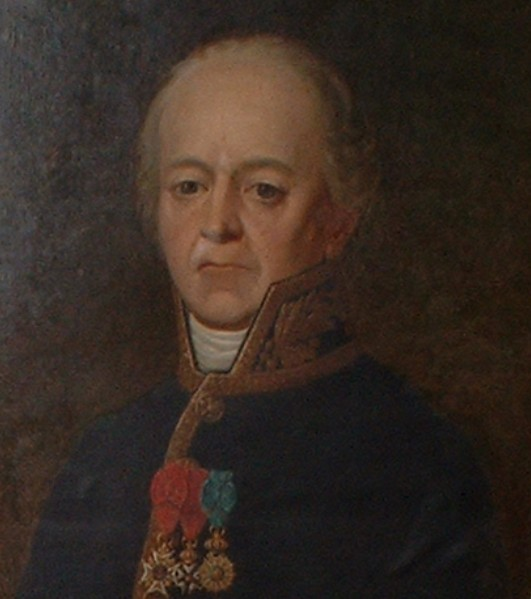
Alexis Louis Marie de Lespinay, député de la Vendée au Corps législatif, maire de Chantonnay
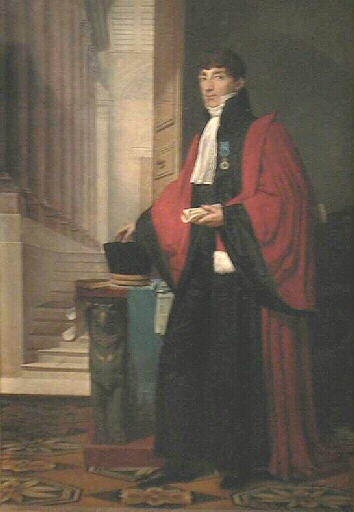
Eustache-Marie Courtin, procureur impérial

## Les récipiendaires de l'ordre de la Réunion

### Répartition par grade
|              | Objectif fixé | Effectif réel |
| ------------ | ------------- | ------------- |
| Chevalier    | 10 000        | 527           |
| Commandeur   | 2 000         | 90            |
| Grand-croix  | 75            | 61            |
| Grand maître | 1             | 1             |

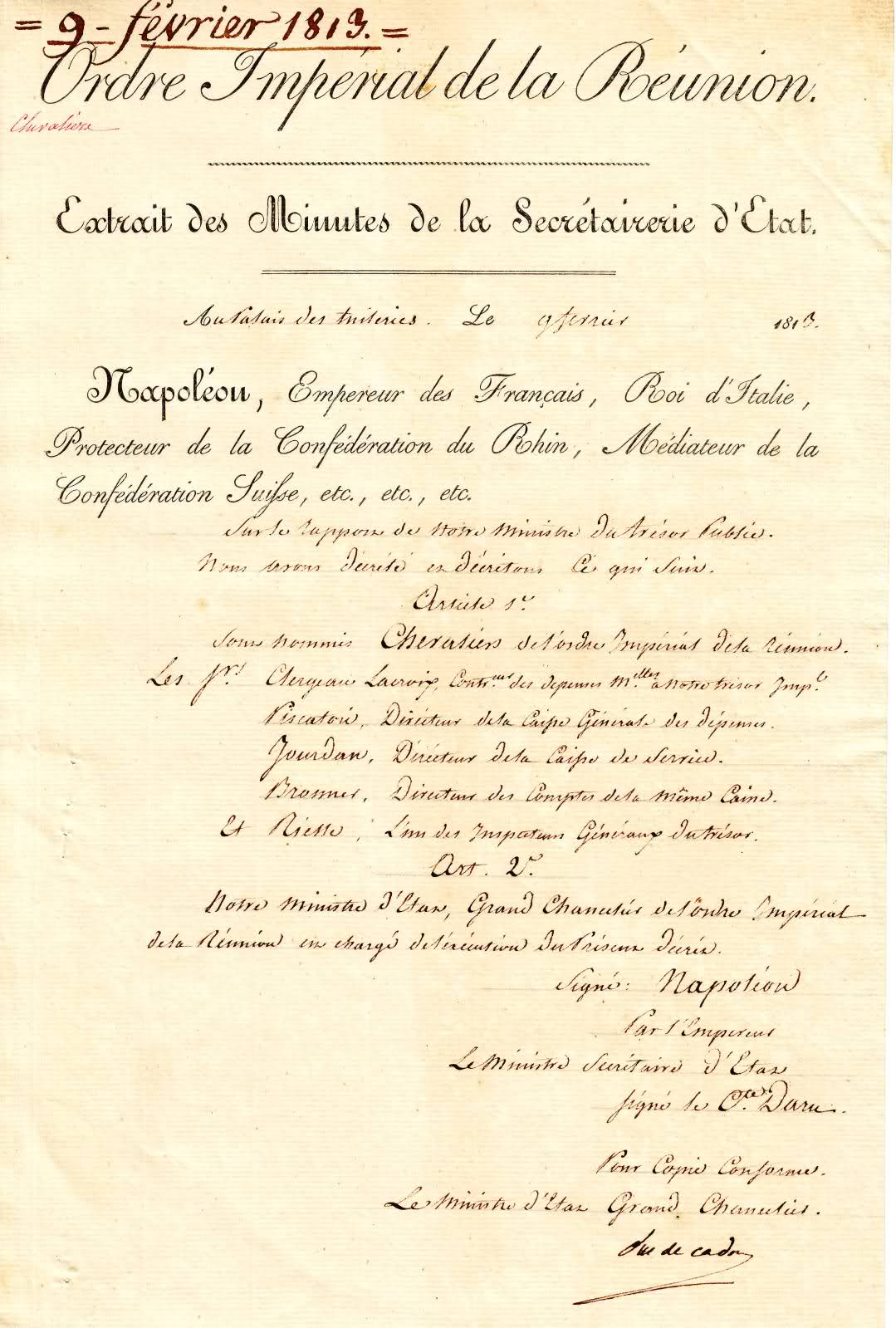
Extrait des minutes (9 février 1813) de la secrétairerie d'État portant nominations de chevaliers de l'Ordre.

Il est à noter que l'ouvrage de Jean-Luc Stakins, Ordre impérial de la Réunion - Bloud et Gay, Paris, 1958 - donne des chiffres très différents. Par exemple, pour les grand-croix, il cite 135 noms. idem pour les commandeurs.

### Listes de récipiendaires
Catégories :
- Catégorie:Chevalier de l'ordre de la Réunion
- Catégorie:Commandeur de l'ordre de la Réunion
- Catégorie:Grand-croix de l'ordre de la Réunion